# Max Lundgren
Max Lundgren, född 22 mars 1937 i Landskrona, Malmöhus län, död 27 maj 2005 i Malmö, Skåne län, var en svensk författare, huvudsakligen av ungdomsböcker. 

## Biografi
Lundgren kom i tioårsåldern med sin familj till Malmö, där han sedan tillbringade hela sitt liv. Han var den förste i släkten som tog studenten och efter det studerade han konsthistoria och litteraturhistoria vid Lunds universitet. Han var ordförande i Sveriges Författarförbund 1995–1997.
Lundgren debuterade 1962 med boken Hunden som äntligen visslade och skrev därefter böckerna om Åshöjdens BK, IFK Trumslagaren, Benny Boxaren och Pojken med guldbyxorna. Han var ledamot av Svenska barnboksakademien, stol nummer 15. 
Lundgren skrev även film- och tv-manus och scendramatik.

## Filmmanus i urval
- 1968 – Bombi Bitt och jag (TV-serie)
- 1970 – Frida och hennes vän (TV-serie)
- 1976 – Klerk (TV-film)
- 1978 – Sommarflickan (TV-serie)
- 1979 – Våning för 4 (TV-serie)
- 1983 – Torsten och Greta (TV-serie)
- 1985 – Åshöjdens BK (TV-serie)
- 1986 – Hurvamorden (TV-film)
- 1986 – Yngsjömordet (TV-film)
- 1987 – Lackalänga (TV-serie)
- 1996 – Torntuppen (TV-serie)

## Priser och utmärkelser
- 1962 –  Boklotteriets stipendiat
- 1965 – Albert Bonniers stipendiefond för yngre och nyare författare
- 1967 – Expressens Heffaklump för Pojken med guldbyxorna[3]
- 1967 – Litteraturfrämjandets stipendiat
- 1968 – Nils Holgersson-plaketten för Pojken med guldbyxorna och Åshöjdens bollklubb
- 1983 – 91:an-stipendiet
- 1987 – ABF:s litteratur- & konststipendium
- 1991 – Astrid Lindgren-priset